# Otto Rank
Otto Rank, właśc. Otto Rosenfeld (ur. 22 kwietnia 1884 w Wiedniu, zm. 31 października 1939 w Nowym Jorku) – austriacki psychoanalityk, uczeń Sigmunda Freuda.

## Życiorys

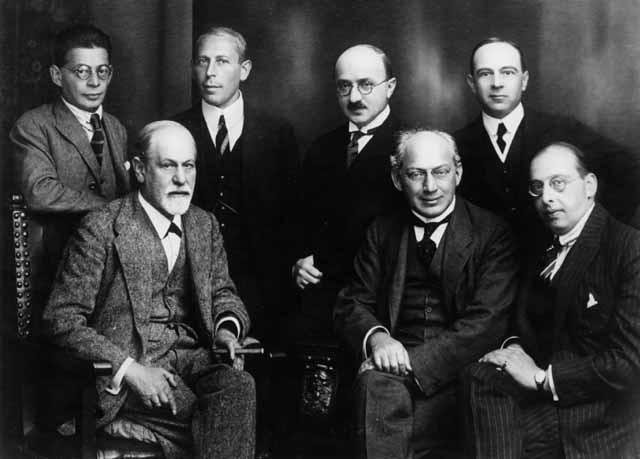
Freud (siedzi pierwszy z lewej) i inni psychoanalitycy, m.in. Otto Rank (stoi pierwszy z lewej), 1922

Otto Rank urodził się jako Otto Rosenfeld – był synem żydowskiego handlarza dziełami sztuki Simona Rosenfelda. W roku 1905, w wieku 21 lat, przedstawił Sigmundowi Freudowi pracę Der Künstler. Po lekturze tego materiału Freud zaproponował mu funkcję sekretarza powstającego Międzynarodowego Towarzystwa Psychoanalitycznego. W ten sposób Rank stał się „prawą ręką” Freuda – funkcję sekretarza pełnił przez prawie 20 lat. Freud uważał, że pod względem intelektualnym Rank jest mu bliższy niż jego synowie.
7 listopada 1918 roku ożenił się z Beatą Minzer, która szybko dołączyła do bliskiego kręgu współpracowników Freuda, przez którego została przyjęta prawie jak synowa.
Jako sekretarz Towarzystwa Rank nadrabiał braki w wykształceniu; ponieważ w owym czasie nie miał jeszcze matury, przygotowywał się do egzaminów, by w roku 1908 podjąć na Uniwersytecie Wiedeńskim studia na wydziale germanistyki i filologii klasycznej. W roku 1912 uzyskał tytuł doktorski na podstawie pracy Die Lohengrin Sage.
Rank wszedł w skład stworzonego na propozycję Ernesta Jonesa i Karla Abrahama sekretnego „Komitetu”, który po secesji Alfreda Adlera i na progu secesji Carla Gustava Junga miał być czymś w rodzaju „Starej Gwardii”, broniącej psychoanalizę przed wewnętrznymi napięciami i atakami zewnętrznymi. W latach 1915–1918 Rank pełnił funkcję sekretarza Międzynarodowego Towarzystwa Psychoanalitycznego. O zażyłości między Rankiem a Freudem świadczy fakt, że to właśnie Rank redagował późniejszego wydania Die Traumdeutung Freuda i że obszerne fragmenty jego pracy został włączone do tej książki.
W roku 1924 Rank opublikował pracę Das Trauma der Geburt und seine Bedeutung für Psychoanalyse. Miało to być studium badające tę fazę w rozwoju człowieka, która pojawiła się jeszcze przed zaistnieniem kompleksu Edypa. Ale w teorii Freuda faza taka nie istniała. To właśnie kompleks Edypa miał być „kompleksem rdzeniowym nerwicy” – gdyby istniało coś przed kompleksem, nie mógłby on odgrywać przypisanej sobie w teorii Freuda roli. Freud początkowo nie był pewny, jak ma ocenić tę pracę – w końcu zasygnalizował członkom „Komitetu”, że oto Rank dopuścił się „herezji przededypalnej”. Skonfrontowany ze zdecydowanym oporem Freuda, który ostatecznie postanowił nie zaakceptować tez wyłożonych w tej pracy, Rank w geście protestu zrezygnował z pełnionych przez siebie funkcji: złożył urząd sekretarza Towarzystwa, dyrektora Internatiknaler Psychoanalytischer Verlag i przestał pełnić funkcje współwydawcy czasopism „Imago” i „Internationale Zeitschrift für Psychoanalyse”.
W maju 1926 roku Rank przeprowadził się do Paryża, gdzie stał się znany jako psychoanalityk artystów (prowadził analizę m.in. Henry’ego Millera i Anaïs Nin). Często podróżował do Ameryki, gdzie wygłaszał wykłady na Harvardzie, Yale, Stanford University i Pennsylvania University. Zmarł 31 października 1939 roku na skutek zakażenia nerek.
Rank postawił przed psychoanalizą problem podmiotu zbiorowego. Uważał, że powtarzające się w literaturze ludowej i światowej motywy i wątki ukazują kompleksy podmiotu zbiorowego. Rank stał się prekursorem badań archetypowych, kontynuowanych przez Junga. Freud wszędzie widział seksualność. Rank uważał, że źródłem neurozy nie jest seksualność tylko raptowna zmiana sytuacji życiowej zaś z owej zmiany wynika poczucie zagrożenia, które przejawia również się w sztuce.

## Prace
- Trauma der Geburt und ihre Bedeutung für Psychoanalyse (Trauma narodzin i jej znaczenie dla psychoanalizy, przełożył Robert Reszke, wydawnictwo KR, Warszawa 2011.
- Der Künstler (1907),
- Der Mythus von der Geburt des Helden (1909),
- Die Lohengrin Sage (1911 – doktorat),
- Das Inzest-Motiv in Dichtung und Sage (1912),
- Die Bedeutung der Psychoanalyse für die Geisteswissenschaften (1913, razem z Hannsem Sachsem),
- Entwicklungsziele der Psychoanalyse (1924, razem z Sandorem Ferenczim),
- Der Doppelgänger (1925 – napisana w 1914),
- Wahrheit und Wirklichkeit (1919).